# Kamyšník širokoplodý
Kamyšník širokoplodý (Bolboschoenus laticarpus) je rychle se šířící vytrvalá sladkovodní plevelná rostlina vlhkých polí, v České republice nejrozšířenější druh rodu kamyšník.

## Taxonomie
Druh kamyšník širokoplodý vznikl vydělením z původního široce pojatého druhu kamyšníku přímořského (Bolboschoenus maritimus) s. l. který byl rozdělen do pěti druhů. Lze je spolehlivě rozlišit podle semen a podle způsobu rozšiřování a citlivosti na podmínky ve kterých dobře prosperují. Druh je pravděpodobně hybridogenního původu, jeho morfologické a anatomické znaky potvrzují, že asi vznikl křížením druhů Bolboschoenus yagara × Bolboschoenus planiculmis nebo Bolboschoenus yagara × Bolboschoenus maritimus.

## Výskyt
Je rozšířen výhradně v Evropě kde je jeho výskyt koncentrován do středu světadílu, chybí na jeho jižním i severním okraji. Je vázán na stanoviště s kolísající výši vodní hladiny nebo na místa trvale ponořená pod vodou o hloubce maximálně 70 cm. V Česku nejčastěji vyrůstá v okolí dolních toků např. Labe, Vltava, Morava a Dyje a to ve stojaté i pomalu tekoucí vodě.
Osídluje regiony mírně teplé až teplé, suché, mírně suché až mírně vlhké s půdou hlinitou až písčito hlinitou. Má velkou toleranci k půdnímu chemismu, (minerálně chudé či živinami bohaté nebo mírně zasolené) i k hloubce a trofii vody. Na rozdíl od ostatních druhů mu nevadí ani ztvrdlá půda která během léty zcela vysychá.
Dříve byl u nás považován pouze za běžnou mokřadní a vlhkomilnou rostlinu. Nyní se však projevuje jeho schopnost přizpůsobit se celé řadě stanovišť a tam se převážně vegetativně reprodukovat. V ČR, zhruba od roku 1990, rychle expanduje z původních litorálů rybníků, přehrad a řek, ze zamokřených pozemků v údolních nivách velkých řek, z často vodou naplňovaných příkopů a odvodňovacích kanálů na ornou půdu. Tu intenzívně osídluje v nejproduktivnějších kukuřičných a řepařských oblastech, nejvíce v Polabí, středních Čechách a na jižní Moravě, řidčeji na severní Moravě a v jižních Čechách. Roste tam jak v oblíbených širokořádkových plodinách (kukuřice, cukrová řepa, slunečnice), tak i v obilninách, bobu i ve vojtěšce. Ohniskem výskytu bývají terénní deprese ve kterých z jara často stojí voda. Přežívá řadu let na stejném místě i při střídání plodin, není vázán na určitý druh. Je nejčastěji součásti společenstev svazu Oenanthion.
Podle "Florabase.cz" se kamyšník širokoplodý v ČR vyskytuje: 

## Popis
Vytrvalá rostlina se široce rozvětveným systémem podzemních oddenků nesoucí hlízky kulovitého nebo oválného tvaru o průměru 2 až 3 cm. Z hlízek rostou trojhranné lodyhy do výše 0,7 až 1,1, výjimečně až 1,5 m. Květné lodyhy jsou od spodu do dvou třetin olistěné dlouhými, ostrými listy s voskovou vrstvou, sterilní lodyhy jsou porostlé listy v celé délce. Rostliny rostoucí ve vodě mají obvykle delší lodyhy i internodia. Na hustě zarostlých místech je počet vyrůstajících nadzemních výhonků 400 až 600 na 1 m², přitom plodných je asi 10 %.
Na vrcholku lodyhy vyrůstají tři dlouhé, listům podobné listeny a v nich je posazeno široké květenství, jednoduchý kružel, je tvořeno ze 2 až 7 přisedlých klásků a ze 2 až 5, někdy i 7 stopek nesoucích svazečky 2 až 4, občas i 8 klásků (nebo také jediný klásek). Stopky bývají dvojnásobně delší než přisedlé klásky. Samičí květy mají pestíky se 2 nebo 3 bliznami, samčí se 3 tyčinkami s prašníky. Rozdíly v počtu blizen jsou často i v jednom květenství. Nedostatek vody nebo živin způsobuje redukci počtu klásků i délek stopek, vzácně vyroste květenství jen s jediným kláskem. Rostliny kvetou od června do srpna.
V plodenství seskupené trojhranné hladké nažky mající 3,1 až 3,7 mm na délku a 2 až 2,4 mm na šířku. V obrysu jsou vejčité až široce vejčité, k bázi zúžené, na vrcholu zakončené zobánkem. V průřezu mají tvar rovnoramenného trojúhelníka se zaoblenou hřbetní hranou. Jsou tmavě hnědé až černé se zřetelnou síťovitou strukturou která je někdy zakrytá vnější vrstvou trvalého oplodí, které má ve svrchní pokožce buňky naplněné vzduchem a pod nimi další sklerenchymatické vrstvy. Na zralých plodech zůstává obvykle část suchého okvětí přeměněného ve štětinky opatřené po stranách zpětně zahnutými háčky. Tloušťka exokarpu je zhruba jen třetinová proti mezokarpu. Důsledkem hybridogenního původu je heterokarpie; ve stejném plodenství někdy současně dozrávají nažky trojhranné i téměř ploché.

## Rozmnožování
Kamyšník širokoplodý se rozmnožuje generativně semeny a vegetativně podzemními hlízkami.

### Generativní
Jedná rostlina může vyprodukovat v průměru okolo 120 semen, množství závisí na klimatických podmínkách a úrodnosti stanoviště, životaschopných semen je okolo 50 %. Na místech hustě porostlých jich bývá v půdě na 1 m² v průměru 40 000 kusů. Rozšiřování semen na větší vzdálenosti je omezeno jejich malou schopností plavat, naskýtá se možnost jejich roznášení v trusu nebo přichycení na peří ptáků. Čerstvě dozrálá semena neklíčí, musí prožít stratifikaci ve vlhku a chladu, k vyklíčení potřebuje také střídání denních a nočních teplot, vzcházejí z hloubky max. do 5 cm. Vyrůstající semenáček je na orné půdě vzácnosti, spíše se vyskytnou na bahnitých obnažených dnech nádrží nebo prohlubní. Je v podstatě choulostivý, potřebuje během své ontogeneze v dospělou rostlinu stálou vlhkost půdy a dostatek tepla a světla.

### Vegetativní
Vegetativní rozmnožování je zajištěno produkcí hlízek které vyrůstají v hloubce do 10 cm na oddencích a jsou jimi propojeny. Toto propojení je fyziologicky funkční pouze v prvém roce, později vnější pletivo oddenků odumírá a hlízky jsou spolu svázány jen mechanicky centrálním cévním svazkem. Hlízky jsou škrobnaté a postupně tvrdnou a dřevnatí. Z jedné během vegetačního období vyroste asi 25 až 50 nových hlízek, na 1 m² tak celkový počet hlízek může být 5000 až 10 000 a délka všech oddenků dosahuje až 60 m. Jsou schopny několikaleté dormance (až 5 let při uložení ve vlhké půdě) která jim umožní přežít nepříznivé podmínky (dlouhodobé zaplavení v nádržích nebo vyschnutí terénních prohlubní v suchém roce).
Hlízky jsou uloženy nejčastěji v hloubce do 10 cm, z té i nejlépe rostou. V 30 cm pouze přežívají, nové rostliny z nich však neraší. Dostanou-li se na povrch v zimě vymrznou a v létě zaschnou. Slouží k rozmnožování jak v rámci jedné lokality, tak i k rozšiřování na jiné při vyplavení velkou vodou. Rozmnožování vegetativní je hlavním způsobem šíření na nová místa a zachování i obnovy populací na stávajících stanovištích. Nové hlízky i lodyhy z nich vyrůstají průběžně po celé vegetační období.

## Škodlivost
Kulturním rostlinám ubírají živiny a vlhkost z půdy, stíní je svými vysokými lodyhami a mohutným oddenkovým spletencem utiskují jejich kořenový systém. Jsou-li starší rostliny posečeny snižují kvalitu píce, mladé naopak mohou sloužit jako krmivo.

## Likvidace
Rostlina byla vždy přirozenou součásti mokřadů a rostlinných společenstev podél vodních toků a nádrží. Jeho expanze na ornou půdu byla ovlivněna změnami ve střídání polních kultur, kdy širokořádkové plodiny jsou pěstovány častěji po sobě. Dále nejsou dodržovány agrotechnické lhůty a to umožňuje vytrvalým plevelům se úspěšně rozmnožovat. K jeho rozšíření napomohly i opakované plošné povodně v posledních desetiletích které roznesly jeho hlízky z blízkosti vodních toků na pole. V následných nově vzniklých lagunách měly tyto dostatek času na zakořenění, růst lodyh a zajištění dalších populací.
Ukázala se i nevýhoda minimálního zpracování půdy kdy hluboká orba je nahrazována pouze plytkou. Při hluboké orbě jsou hlízky zaklopeny vrstvou zeminy do hloubky 30 a více cm, ze kterých již nevyklíčí a zahynou. Naopak při plytké jsou hlízky i s oddenky rozneseny po poli i do míst kde předtím nerostly. Používáním těžkých stojů dochází také k utužení vrstvy pod ornicí, čímž dochází mnohde k místnímu podmáčení při kterém uhynou pěstované plodiny i většina plevelů, naopak vzniká tak ideální místo pro nové rostlinky kamyšníků které jsou zbaveny konkurence.
Z mechanického způsobu hubení je skutečně účinná jen po několik let opakována hluboká orba, každý jiný způsob naopak napomáhá jeho rozšiřování. Chemické hubení je také složité, protože kamyšník širokoplodý většině herbicidních látek úspěšně odolává. Většinou mu poškozují jen listovou plochu ale na hlízky jsou neúčinné, z nich naopak o to intenzivněji raší nové lodyhy. Je nutno postřiky během roku několikráte opakovat.